# Битва в долине Йа-Дранг
Битва в долине Йа-Дранг (Битва в долине реки Дранг) — общепринятое название двух сражений, произошедших между американской и северовьетнамской армиями в 1965 году во время войны во Вьетнаме. Является одной из наиболее ожесточённых, кровопролитных и часто упоминаемых битв Вьетнамской войны.

## Предпосылки
Весной—летом 1965 года США направили в Южный Вьетнам, где в это время шла активно поддерживаемая коммунистическим Северным Вьетнамом партизанская война, свои регулярные воинские подразделения для поддержки правительства страны. В июле—сентябре американские силы провели первые наступательные операции против партизан Национального фронта освобождения Южного Вьетнама. Однако значительную обеспокоенность у американского командования вызывали ещё не вступавшие в бой части регулярной северовьетнамской армии, которые, как считалось, намного превосходили партизанские подразделения по уровню боеспособности за счёт лучшей организации и вооружения. Стремление обеих сторон проверить возможности своего противника в бою вело к неизбежности крупного столкновения.

## Предыстория

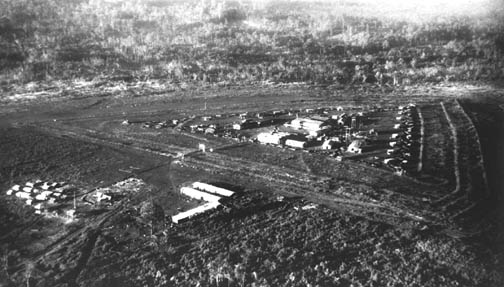
Лагерь спецназа Плейме, 1965 год

В октябре 1965 года северовьетнамские войска силами около дивизии начали операцию на плато Тэйнгуен (Центральное нагорье), осадив лагерь американского спецназа Плейме в провинции Плейку (современное название провинции — Зялай). Но южновьетнамская армия при поддержке авиации и артиллерии США сумела снять осаду с лагеря Плейме. Получив разведданные об отступлении противника, американское командование приняло решение преследовать его. В конце октября в район Плейку была переброшена 1-я бригада недавно прибывшей во Вьетнам 1-й кавалерийской (аэромобильной) дивизии, перед которой была поставлена задача обнаруживать и уничтожать отступающие разрозненные группы северовьетнамцев.
1 ноября группа вертолётов-разведчиков из 1-го эскадрона 9-го кавалерийского полка под командованием подполковника Джона Стоктона обнаружила передвижение противника в 13 километрах к западу от Плейме. Высадившийся десант после короткой стычки захватил 33-й полевой госпиталь Народной армии. При поддержке 2-го батальона 12-го кавалерийского полка контратаки противника были отбиты, американцы потеряли 11 человек убитыми и 51 раненым. Потери противника составили примерно 250 человек.
Помимо прочих трофеев, в захваченном госпитале была найдена карта окрестностей реки Дранг, на которой были отмечены тропы, используемые северовьетнамской армией. Подполковник Стоктон получил приказ устроить засаду на одной из троп. 3 ноября были организованы три засады (по 1 взводу) — одна непосредственно на тропе вдоль реки Дранг и две в нескольких километрах к северу. Вечером того же дня в засаду у реки попала усиленная рота 66-го полка Народной армии Северного Вьетнама, начавшего выдвижение в район боевых действий. При поддержке роты А 1-го батальона 8-го кавалерийского полка, переброшенной по воздуху из Дукко, американцы одержали верх.
Однако американское командование не воспользовалось полученными данными. 6 ноября 1-я бригада 1-й кавалерийской дивизии была выведена из Плейку, а 10 ноября ей на смену была переброшена 3-я бригада той же дивизии (командир полковник Томас Браун) в составе 1-го батальона 7-го кав. полка (командир подполковник Гарольд Мур), 2-го батальона 7-го кав. полка (командир подполковник Роберт Макдэйд) и 2-го батальона 5-го кав. полка (командир подполковник Роберт Талли).

## План операции
1-му батальону 7-го кав. полка была поставлена задача провести поиск в окрестностях массива Чу-Понг, где, по данным разведки, были сосредоточены значительные силы противника. После разведывательного полёта для высадки десанта была выбрана зона «X-Ray». Огневую поддержку десанту должны были оказывать 12 105-мм гаубиц батарей A и C 1-го батальона 21-го артиллерийского полка (командиры капитан Роберт Баркер и капитан Дональд Дэвис), огневые позиции которых находились в зоне высадки «Falcon». Непосредственную огневую поддержку с воздуха батальону должны были оказывать вооружённые НУРСами вертолёты батареи C 2-го батальона 20-го артиллерийского полка (командир майор Роджер Бартоломью). Перевозку личного состава и снабжение высадившихся подразделений должна была осуществлять рота A 229-го штурмового вертолётного батальона (командир майор Брюс Крэндалл) на невооружённых вертолётах UH-1.

## Силы Северного Вьетнама и НФОЮВ
Части Народной армии Северного Вьетнама и НФОЮВ, участвовавшие в сражении, входили во фронт B-3 под командованием бригадного генерала Тю Хюи Мана. Командный пункт заместителя командующего фронтом, подполковника Нгуен Хыу Ана, был расположен непосредственно на склонах массива Чу-Понг. Подразделения 33-го полка Народной армии, серьёзно потрёпанного во время боев в окрестностях Плейку и выведенного в долину Йа-Дранг для отдыха, были вытянуты в тонкую цепь вдоль восточного склона Чу-Понг. 320-й полк Народной армии (командир майор Ма Ван Мин), также участвовавший в боях, но отошедший без потерь, стоял на границе с Камбоджей в 16 километрах от зоны высадки «X-Ray». Три батальона 66-го полка Народной армии (командир подполковник Ла Нгок Чау), свежего и ещё не бывшего в бою, были размещены в долине Йа-Дранг в непосредственной близости от зоны высадки. Батальон Вьетконга H-15 находился в восьми часах ходьбы от зоны высадки.

## 1-й этап (зона высадки «X-Ray»)

### 14 ноября

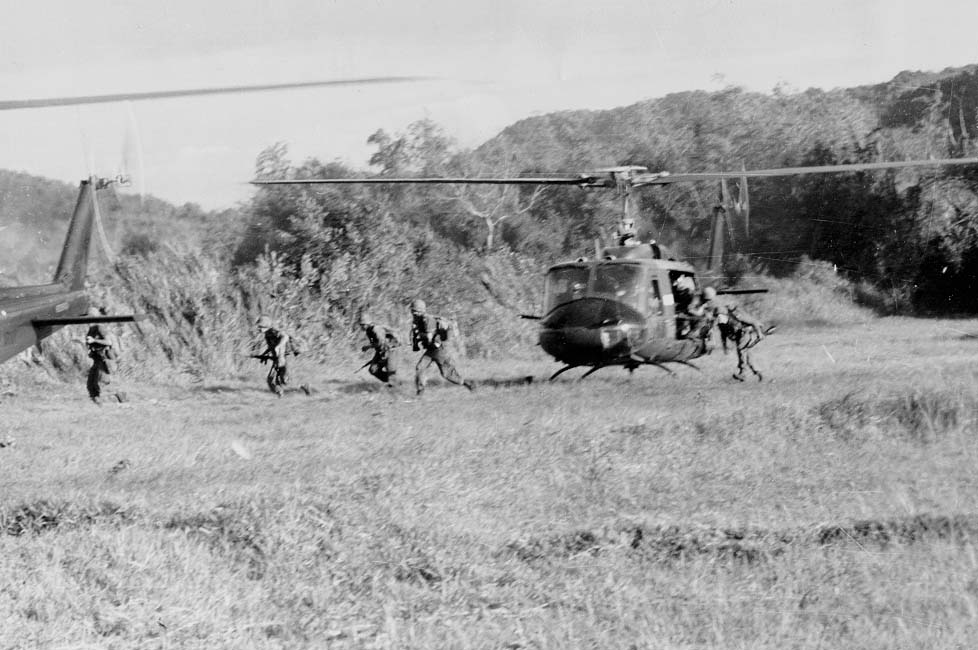
В посадочной зоне «X-Ray»

В 10 часов 48 минут утра 14 ноября 1965 года, после получасовой огневой подготовки, командная группа батальона и два взвода роты B (командир — капитан Джон Херрен) высадились в долине Йа-Дранг. Вскоре был захвачен первый пленный, который сообщил, что на склонах массива Чу-Понг находятся три батальона регулярной армии Северного Вьетнама, давно ищущие возможности вступить в бой с американцами. После того, как в 11:20 в зону высадки были переброшены последние подразделения роты B и часть роты A, вверх по склону были высланы патрули. В 12:10 прибыли остатки личного состава роты A. В 12:15 произошёл первый огневой контакт патрулей с противником. В 12:30 рота B, сосредоточившись в сухом русле реки, перешла в наступление вверх по склону массива. Около 13:00 1-й взвод роты B (командир — лейтенант Эл Девни) был атакован с флангов группой из 30-40 солдат противника и залег под огнём. 2-й взвод (командир лейтенант Генри Херрик) также был атакован, но перешёл в контратаку и стал преследовать противника вверх по склону. Увлёкшись погоней, взвод оторвался от роты и попал в окружение, при этом погибли лейтенант Херрик и почти все командиры отделений. Оставшиеся в живых во главе с командиром 3-го отделения сержантом Клайдом («Эрни») Сэвэджем заняли круговую оборону и отбивали атаки при поддержке артиллерии, корректируя огонь по радио.
В 13:32 вертолёты доставили оставшийся личный состав роты A и головные подразделения роты C. Подполковник Мур приказал роте A (командир — капитан Рамон Надал) выдвинуться на левый фланг ведущей бой роты B, образовав западный фронт обороны. Подразделения роты C (командир — капитан Роберт Эдвардс) по мере высадки занимали позиции на левом фланге роты А, образуя южный фронт обороны и с ходу вступая в бой. Подполковник Мур и его командная группа заняли позицию в тылу роты B за большим муравейником. Около 14 часов зенитным огнём противника был сбит штурмовик A-1E, оказывавший наземным подразделениям огневую поддержку. Пилот, капитан Пол Макклеллан из 1-го воздушного эскадрона коммандос, погиб.
Около 14 часов вьетнамский отряд, продвигаясь с юга вдоль сухого русла реки, наткнулся на 3-й взвод роты A (командир — лейтенант Роберт Тафт). Американцы перешли в атаку, но понесли большие потери. Был убит командир, и взводу пришлось отступить. Перегруппировавшись, он сумел задержать наступление противника, вьетнамцы перенесли удар на позиции соседнего 2-го взвода (командир — лейтенант Уильям Марм) на стыке с ротой B, но были отбиты с большими потерями. Капитан Надал со своим радиооператором под огнём вынес тела погибших американцев на позиции роты.
В 14:30 прибыли остаток роты C и головные подразделения роты D (командир — капитан Луис Лефевр). Высадка производилась под сильным огнём и американцы понесли большие потери. Был ранен капитан Лефевр. Через несколько минут с юга на позиции роты C обрушился удар вьетнамцев количеством около 200 человек. Атака была отбита огнём артиллерии. Одновременно были атакованы позиции роты A, где противник был отбит благодаря умелым действиям двух пулемётных расчётов. Около 15:00 атаки прекратились, но зона высадки все ещё находилась под обстрелом. Во время погрузки раненых в вертолёты был смертельно ранен начальник разведки батальона капитан Томас Метскер.
К 15:45 весь личный состав 1-го батальона был доставлен в зону высадки. Рота D (под командованием лейтенанта Лэрри Литтона) заняла позиции фронтом на восток. Команды приданных батальону санитарных вертолётов отказались садиться под интенсивным огнём противника. Тогда вертолёты поддержки по собственной инициативе начали доставлять боеприпасы и вывозить раненых и убитых в зону высадки «Falcon». К этому моменту против американского батальона действовали уже три батальона вьетнамской регулярной армии. Было очевидно, что американцам потребуется подкрепление, и командир 3-й бригады приказал готовиться к погрузке роте B 2-го батальона 7-го кав. полка, охранявшей штаб бригады в Плейку.

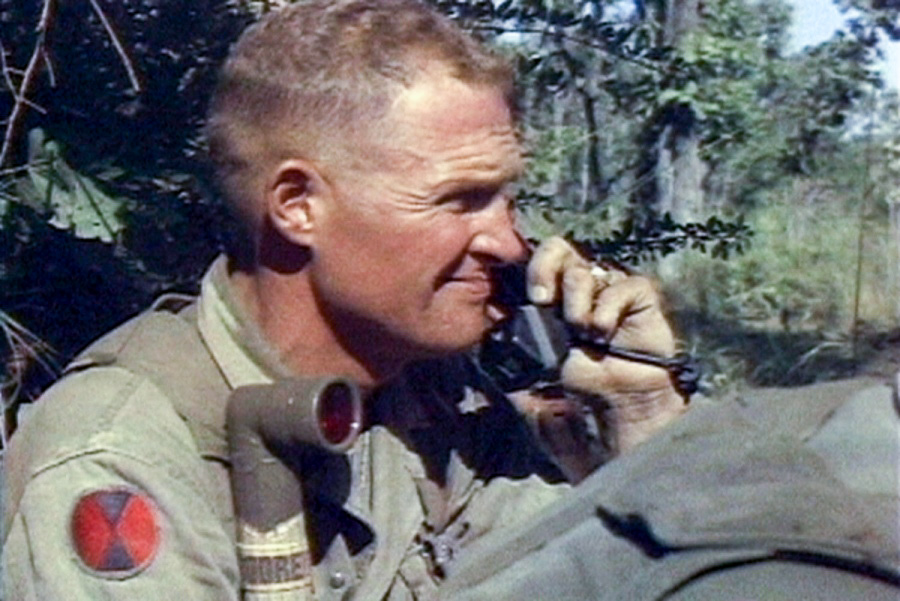
Подполковник Мур на командном пункте батальона

Атаки вьетнамцев несколько стихли и подполковник Мур решил предпринять попытку спасти окружённый взвод. Для этого роты A и B оттянулись к сухому руслу реки, чтобы одновременным броском прорваться к месту, где оборонялся взвод лейтенанта Херрика. Атака началась в 16:20, но почти сразу же захлебнулась, наткнувшись на интенсивный огонь противника. Все взводные командиры и многие сержанты роты A вышли из строя, а вырвавшийся вперед 1-й взвод едва не был отрезан от своих. В 17:40 подполковник Мур приказал ротам отступить на прежние позиции под прикрытием огня артиллерии и миномётов. За нехваткой дымовых боеприпасов артиллерия, по просьбе Мура, вела огонь зажигательными снарядами, начинёнными белым фосфором.
Тем временем, в 17:00 в зону высадки начала десантироваться рота B 2-го батальона (командир — капитан Майрон Дидурик), поступившая в оперативное подчинение Мура. Два взвода заняли позиции на северо-восточном участке периметра между ротами B и D 1-го батальона, а 2-й взвод (командир — лейтенант Джеймс Лэйн) расположился на правом фланге роты C 1-го батальона, занимавшей позиции на южном и юго-восточном участках периметра. Вместе с этой волной десанта высадились два кинооператора из армейского Специального фотографического отдела (DASPO) — сержант Джек Ямагучи и сержант Томас Широ.

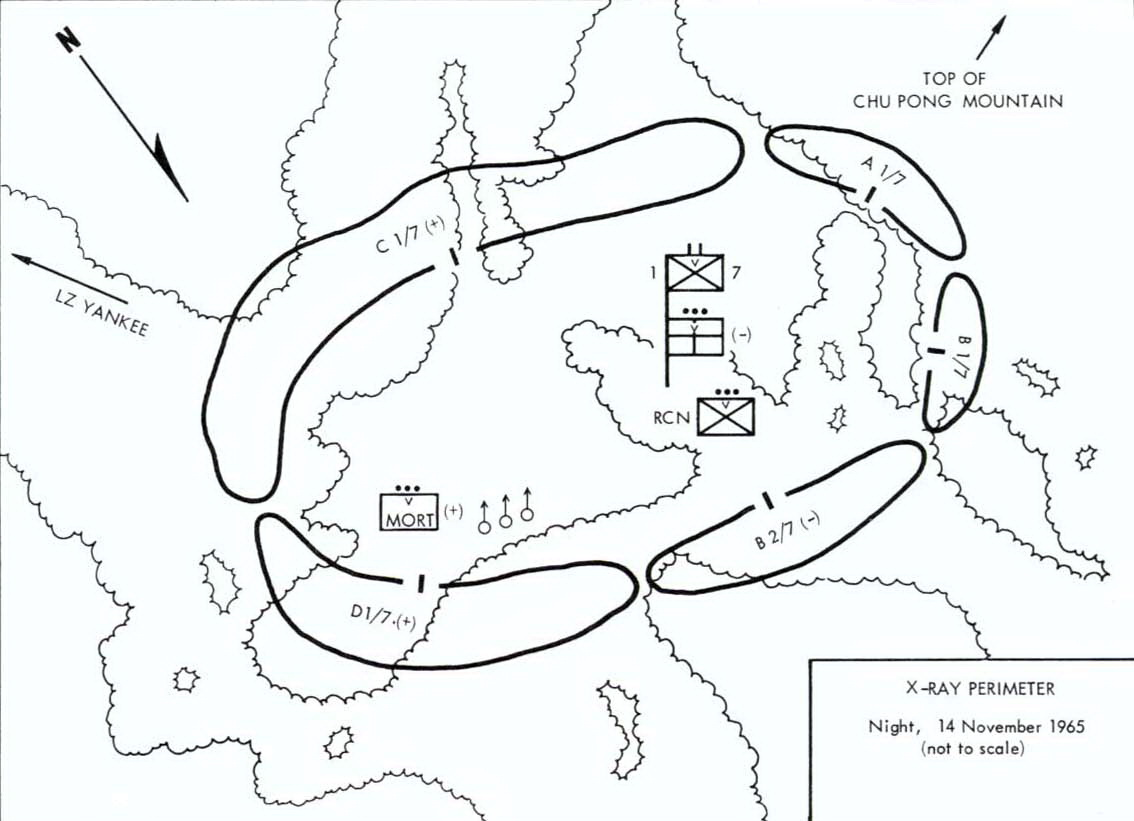
Положение подразделений 1-го батальона на исходе 14.11

До темноты роты сумели укрепить периметр, окопаться. Была раскинута полевая антенна RC-292, обеспечившая прямую связь со штабом бригады, после чего Мур отпустил на базу вертолёт, который прежде висел над зоной высадки, ретранслируя радиосигналы. Был доставлен запас воды и боеприпасов. Около 9 часов вечера в зону высадки прибыли группа сигнальщиков во главе с лейтенантом Диком Тиффтом и репортёр агентства UPI Джозеф Гэллоуэй.
Всю ночь вьетнамцы вели разведку боем на разных участках периметра, за исключением позиций роты D. Их отгоняли огнём артиллерии и ручных гранатомётов. Пулемётным расчётам было запрещено открывать огонь без приказа, чтобы не выдавать своих позиций. Окружённый взвод также был трижды атакован группами примерно по 50 человек, но атаки отбили огнём артиллерии и личного оружия.
За первый день сражения 1-й батальон 7-го кавалерийского полка потерял убитыми и ранеными около 110 человек, захватил шестерых пленных.

### 15 ноября
Около 6:30 утра подполковник Мур собрал командиров рот на командном пункте роты C, чтобы обсудить план спасения окружённого взвода. Атаку планировалось произвести силами трёх рот, от двух рот в направлении атаки были выдвинуты дозоры (по одному взводу). Однако в 6:50 посадочная зона была накрыта сильным огнём противника, который значительными силами (7-й батальон 66-го полка, усиленный батальоном H-15 Вьетконга) перешёл в наступление на южный и юго-восточный участки периметра. Выдвинутые в дозор взводы оказались в окружении наступающего противника, а отсутствие радиосвязи не позволяло оказать им огневую поддержку. Командир роты C капитан Эдвардс был тяжело ранен, и командование ротой принял его заместитель лейтенант Джон Аррингтон (также тяжело раненый).
В 7:15 значительные силы противника (две роты батальона H-15) атаковали пулемётные и миномётные позиции роты D. Желая сохранить резерв (батальонный разведвзвод под командованием лейтенанта Рэкстроу), Мур приказал усилить роту С одним взводом роты A. Командир роты капитан Надал отправил 2-й взвод, которым после выхода из строя лейтенанта Марма командовал сержант Маккалли.
В 7:45 противник перешёл в атаку на стыке позиций рот A и C. Командный пункт батальона находился под пулемётным и миномётным обстрелом. Командир бригады полковник Браун поднял по тревоге роту A 2-го батальона, чтобы перебросить её в зону высадки, как только представится возможность.
В 7:55 по приказу Мура атакованные роты обозначили свой передний край дымовыми шашками, после чего командир батальона запросил поддержку с воздуха, передав в эфир сигнал Broken Arrow (Сломанная стрела). Стремясь облегчить натиск противника на роту C, Мур приказал разведвзводу перейти в контратаку на левом фланге позиций роты. Одновременно он приказал капитану Дидурику оттянуть свой командный пункт и один из взводов в тыл позиций роты C, чтобы при необходимости закрыть прорыв в обороне.
В этот момент над зоной высадки появились два истребителя F-100, вооружённые баками с напалмом. Первый самолёт сбросил баки на позиции окопавшейся около батальонного КП сапёрной команды (два человека получили смертельные ожоги), а второй неминуемо накрыл бы ударом сам батальонный КП, если бы Мур не успел его предупредить.
В 9:10 начала высадку рота A 2-го батальона (командир — капитан Джоел Сугдинис). 3-й взвод, высадившийся первым, был немедленно направлен на усиление роты C 1-го батальона. Вскоре атаки вьетнамцев прекратились, и они отступили, оставив зону высадки под огнём снайперов. В 9:41 Мур приказал капитану Дидурику усилить своим взводом позиции роты C и принять командование над всеми занимавшими этот участок подразделениями. Остатки окружённых ранее дозорных взводов присоединились к своим ротам. Вертолёты начали вывозить раненых — для этого специально были вызваны транспортные вертолёты CH-47. С начала боев в долине реки Йа-Дранг рота C потеряла 42 человека убитыми (в том числе двух лейтенантов и шестнадцать сержантов) и 20 ранеными (в том числе командир роты, два лейтенанта и два сержанта). В строю осталось только 49 человек, среди них ни одного офицера. Во всём 1-м батальоне в строю оставалось 8 офицеров и 260 рядовых и сержантов.
В зону высадки X-Ray вертолётом прибыл командир 3-й бригады полковник Томас Браун с задачей проверить необходимость создания передового бригадного командного поста. Однако командиры батальонов не видели в этом необходимости, к тому же, внутри периметра просто не было места для ещё одного КП. Перед отлётом Браун пообещал на следующий день вывезти остатки 1-го батальона 7-го кавалерийского полка обратно на базу.

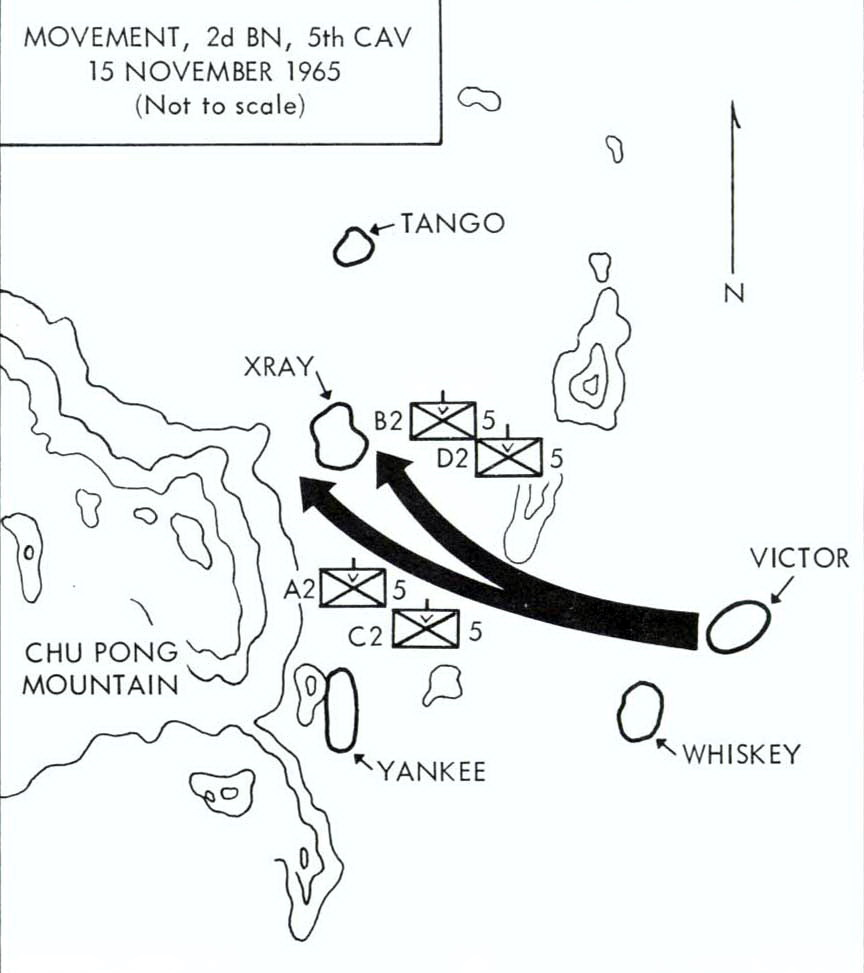
Прибытие 2-го батальона 5-го кав. полка

Тем временем, 2-й батальон 5-го кавалерийского полка под командованием подполковника Роберта Талли пешим порядком следовал в зону X-Ray[4]. Разгромив по дороге один вьетнамский опорный пункт, батальон в 11:45 вышел к южному краю зоны высадки. По радио было получено сообщение, что в зону высадки Columbus перебрасываются ещё двенадцать 105-мм гаубиц: по одной батарее из 2-го батальона 17-го артиллерийского полка и 1-го батальона 21-го артиллерийского полка.
После 12:00 18 стратегических бомбардировщиков B-52 с авиабазы Гуам нанесли бомбовый удар по массиву Чу-Понг. Это было первое во Вьетнамской войне применение стратегической авиации для тактической поддержки наземных войск.
На совещании командиров было решено, что подполковник Талли оставит в зоне высадки свои роты B и D и силами оставшихся двух рот, усиленных ротой B 1-го батальона 7-го кавалерийского полка, после артподготовки перейдет в наступление с целью деблокировать окружённый взвод. Атака началась в 13:15. Предварительно территория подверглась ракетному удару с воздуха. Роты A и C 2-го батальона 5-го кавалерийского полка (командиры — капитаны Ларри Беннетт и Эд Бойт) продвигались медленно, почти не встретив сопротивления, и около 15:00 достигли отрезанного взвода. Из 29 человек, с которыми 2-й взвод роты B 1-го батальона 7-го кавалерийского полка вступил в бой 26 часов тому назад, 9 человек были убиты, 13 ранены. Около 16:00 отряд подполковника Талли вернулся в зону высадки X-Ray, куда уже были вызваны вертолёты, чтобы забрать убитых и раненых.
Около 16:00 в зону высадки X-Ray вертолётом прибыл помощник командира дивизии бригадный генерал Ричард Ноулз. Он подтвердил, что 1-й батальон на следующий день будет выведен в тыл для отдыха. К этому моменту в зоне X-Ray находились 1-й и две стрелковые роты 2-го батальона 7-го кавалерийского полка и 2-й батальон 5-го кавалерийского полка. Прибывшие подкрепления были распределены по периметру обороны. На наиболее опасных направлениях по-прежнему находились подразделения 7-го полка. В 19:30, с наступлением темноты, окопавшиеся подразделения вели беспокоящий огонь по лесу, подсвечивая территорию вокруг периметра ракетами. Около 23:30 вьетнамцы обстреляли прежние позиции роты C 1-го батальона, которые теперь занимала рота B 2-го батальона 7-го кавалерийского полка.

### 16 ноября
В 1:00 противник силами пяти человек произвёл разведку боем против роты B 1-го батальона на западном периметре обороны.
Около 4:00 были обнаружены приготовления вьетнамцев к атаке напротив позиций роты B 2-го батальона 7-го кавалерийского полка на южном и юго-восточном фасе периметра. В 4:22 усиленный 7-й батальон 66-го полка при поддержке вьетконговского батальона Н-15 перешёл в атаку. Атакующие были обстреляны огнём четырёх 105-мм гаубиц, и первая волна атакующих, около 300 человек, была отбита. В 4:31 началась вторая атака. К этому моменту поле боя освещалось ракетами с самолёта С-123, и на атакованном участке был сосредоточен огонь всех батальонных миномётов и всех 24 105-мм гаубиц огневой поддержки. В 5:03 началась третья атака, которая также была отбита. В 6:27, перед самым рассветом, началась четвёртая атака, нацеленная прямо на ротный КП, но огнём гаубиц и миномётов атакующие вновь были рассеяны.
В 6:55 подполковник Мур приказал устроить «бешеную минуту» — 2 минуты интенсивной стрельбы из ручного огнестрельного оружия по окружающей территории с целью спровоцировать готовящегося к атаке противника на преждевременное обнаружение себя. В результате была обнаружена группа из 30-40 вьетнамских солдат, изготовившихся к атаке на позиции роты A 2-го батальона 7-го кавалерийского полка.
В 9:30 в зону X-Ray с востока пешим порядком из зоны Columbus стали прибывать оставшиеся подразделения (роты C и D и штабная рота) 2-го батальона 7-го кавалерийского полка под командованием подполковника Роберта Макдейда, усиленные ротой A 1-го батальона 5-го кавалерийского полка. Все подразделения прибыли на место к 12:00.
В 9:55 все американские подразделения выслали дозоры для осмотра территории перед своими позициями на глубину до 450 метров, но дозор роты B 2-го батальона 7-го кавалерийского полка наткнулся на противника, вступив в скоротечную перестрелку, в результате которой был ранен командир 2-го взвода лейтенант Джеймс Лэйн. Подполковник Мур приказал подразделениям вернуться на позиции. Звено самолётов А-1Е из 1-го эскадрона воздушных коммандос под командованием капитана Брюса Уолласа засыпало территорию перед позициями батальона фугасными и осколочными бомбами, канистрами с напалмом и белым фосфором и обстреляло все замеченные цели ракетами и огнём бортовых 20-мм пушек. После этого подразделения батальона беспрепятственно прочесали территорию.
В 10:40 от полковника Томаса Брауна поступил приказ 1-му батальону 7-го кавалерийского полка готовиться к эвакуации. Вместе с ним должны были эвакуироваться дольше других участвовавшие в боях рота B 2-го батальона 7-го кавалерийского полка и один взвод роты A того же батальона.
Около полудня в зоне X-Ray приземлился вертолёт CH-47 с группой журналистов, сопровождаемых капитаном Коулмэном из дивизионного отдела отношений с общественностью.
В 11:55 началась эвакуация 1-го батальона 7-го кавалерийского полка. Первой была вывезена наиболее поредевшая рота C. К этому моменту американские подразделения в целом потеряли 79 человек убитыми и 121 раненым. Пропавших без вести не было. Около 15:00 зону X-Ray покинула командная группа 1-го батальона 7-го кавалерийского полка, весь личный состав которого к тому времени был уже эвакуирован.
Подразделения, оставшиеся в зоне высадки X-Ray, получили приказ на следующее утро оставить позиции, поскольку по массиву Чу-Понг будет нанесён массированный бомбовый удар.

## 2-й этап (зона высадки «Albany»)

### 17 ноября
Ночь в зоне высадки прошла спокойно. Выступление было назначено на 9:00. Первыми в направлении на северо-восток должны были выйти подразделения 2-го батальона 5-го кавалерийского полка, целью которого была зона высадки Columbus. За ней должны были следовать 2-й батальон 7-го кавалерийского полка и рота A 1-го батальона 5-го кавалерийского полка под общим командованием подполковника Макдейда, на полпути они должны были отделиться и повернуть на северо-запад, в направлении небольшой лесной поляны, получившей обозначение Albany, и далее к зоне высадки Crooks. Зона Albany находилась в 4 километрах от зоны X-Ray, и американские солдаты предвкушали лёгкую прогулку по лесу. Однако личный состав роты капитана Судгиниса был настолько истощён, что перед выходом он приказал всем подчинённым принять по две тонизирующие таблетки из аптечки.
Колонна подполковника Макдэйда двигалась следующим порядком: впереди — батальонный разведвзвод (командир — лейтенант Патрик Пэйн), за ним роты A, D (командир — капитан Генри Торп), С (командир — капитан Джон Фесмир) и штабная рота 2-го батальона 7-го кавалерийского полка и в арьергарде — рота A 1-го батальона 5-го кавалерийского полка (командир — капитан Джордж Форрест). Колонна растянулась примерно на 450—500 метров.
В 11:38 2-й батальон 5-го кавалерийского полка достиг зоны высадки Columbus. Колонна подполковника Макдэйда продолжала двигаться в направлении зоны Albany. В отсутствие данных разведки американское командование не знало, что в окрестностях Albany размещены кадровые вьетнамские подразделения: полнокровный 8-й батальон 66-го полка (550 человек), истощенный предыдущими боями 1-й батальон 33-го полка и штаб 3-го батальона 33-го полка. Вскоре после поворота на северо-запад разведвзвод наткнулся на отдыхавших в траве вьетнамских солдат, двое из которых были взяты в плен, однако один вьетнамец сумел скрыться и доложить своему командиру о приближении американской колонны. Подполковник Макдэйд, которому доложили о захвате пленных, остановил движение, выдвинулся к разведвзводу и приказал всем командирам рот прибыть к нему в голову колонны. Личный состав подразделений расположился на привал — охранение выставили только рота C и арьергардная рота капитана Форреста.
Затем головные подразделения (разведвзвод, два взвода роты A и командная группа) двинулись вперед и в 13:07 вышли в зону высадки Albany.
В 13:15 при поддержке миномётов вьетнамцы с востока атаковали растянувшиеся подразделения колонны Макдэйда, оставшиеся без командиров, начиная с головных. К 13:26 головные подразделения, оборонявшиеся на лесистом клочке земли посреди зоны высадки Albany, были отрезаны от остальных, радиосвязь также была потеряна. В первые же минуты боя весь личный состав 2-го взвода роты A был выведен из строя — самостоятельно передвигаться могли только командир взвода лейтенант Гордон Гроув с двумя бойцами. 1-й взвод также понёс большие потери.
Штабная рота, роты D и C были захвачены атакой врасплох и, не успев организовать оборону, вступили в ближний бой с вклинившимся в их порядки противником. Ситуация в роте C усугубилась тем, что она осталась без командиров, поскольку капитан Фесмир оказался отрезан в зоне Albany, а его заместитель лейтенант Дональд Корнетт был убит в самом начале боя, когда пытался вывести роту на соединение с головными подразделениями колонны в обход роты D. Рота C понесла самые большие потери в этом бою — из 112 человек 45 были убиты и 55 ранены. Рота D, также рассечённая на части, потеряла убитыми 26 человек.
При первых же выстрелах капитан Форрест, не спрашивая разрешения, прервал разговор с подполковником Макдэйдом и бросился бежать к своей роте. Он пробежал под огнём около 600 метров, чудом оставшись невредимым, и успел поставить своих подчинённых в круговую оборону. Форрест сумел связаться по радио со своим батальоном и доложить о произошедшем.
К этому времени над полем боя появились вертолёты огневой поддержки под командованием майора Батоломью (которые не могли оказать своим войскам поддержки, не зная, где находится противник) и вертолёт командира 3-й бригады 7-й кавалерийской дивизии полковника Томаса Брауна, который связался по радио с подполковником Макдэйдом и пытался разобраться в ситуации, однако не мог получить от своих подчинённых никакой содержательной информации. Вернувшись для дозаправки в тактический оперативный центр на плантации Катека, в 14:30 Браун приказал командиру 1-го батальона 5-го кавалерийского полка подполковнику Фредерику Акерсону выслать пешим порядком из зоны высадки Columbus одну роту на усиление роты капитана Форреста. В 14:55 Акерсон отправил роту B под командованием капитана Уолтера Талли. Одновременно Браун приказал роте B 2-го батальона 7-го кавалерийского полка готовиться к переброске по воздуху в зону высадки Albany.
Ведущие бой американские подразделения обозначили дымом свои позиции, после чего штурмовики A-1E атаковали указанные цели напалмом, 250-фунтовыми бомбами и огнём 20-мм бортовых пушек. По причине плохой видимости под удар попали и несколько американских солдат.
К 16:00 рота капитана Талли приблизилась к позициям роты капитана Форреста на 200 метров и остановилась, чтобы переждать бомбардировку. В 16:30 роты соединились. К этому времени рота капитана Форреста понесла серьёзные потери, связь с одним из взводов была полностью потеряна. В периметре обороны роты находились отдельные бойцы и офицеры роты D и штабной роты 2-го батальона 7-го кавалерийского полка.
К 17:00 рота капитана Талли зачистила небольшую посадочную площадку, на которую смог приземлиться санитарный вертолёт. Из периметра, обороняемого ротой капитана Форреста были вывезены раненые. По мере поступления новых раненых рейсы санитарного вертолёта повторялись.
После этого капитан Талли предпринял попытку достичь зоны высадки Albany, но через 350—400 метров оказались под интенсивным огнём противника. Продвижение замедлилось и в 18:25 штаб бригады приказал Талли сформировать оборонительный периметр, переждать ночь и с рассветом предпринять ещё одну попытку достичь зоны Albany.

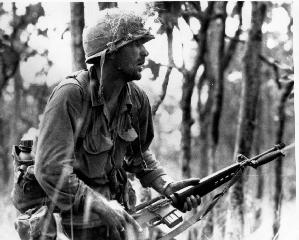
Лейтенант Рик Рескорла

К 17:45 лейтенант Ричард Рескорла — единственный оставшийся в живых командир взвода роты B 2-го батальона 7-го кавалерийского полка, ранее эвакуированной в зону Columbus, — собрал боеспособный личный состав роты. Через час они были вертолётами переброшены в зону Albany, где под огнём противника высадились и заняли оборону. За счёт вновь прибывших подразделений периметр был расширен. В зоне скопилось много тяжелораненых и заместитель командира батальона майор Фрэнк Хенри попросил прислать вертолёты для их эвакуации. В 21:50 четыре вертолёта из роты A 229-го ударного вертолётного батальона под командованием капитана Роберта Стиннетта вылетели из зоны высадки Columbus. Посадка проходила под огнём противника, в темноте, по лучу карманного фонаря. Однако вертолёты не смогли забрать всех раненых и оставшихся 3-4 человека по собственной инициативе забрал командирский вертолёт 2-го батальона под командованием старшего уоррент-офицера Хэнка Эйнсуорта.

### 18 ноября
На протяжении ночи группы вьетнамцев прочёсывали территорию, разыскивая и добивая раненых американцев.
В полночь капитан Форрест отправил отряд в количестве 23 человек во главе с сержантом Фредериком Клюге на поиски группы из 23-26 раненых американцев во главе с командиром взвода огневой поддержки роты C вторым лейтенантом Робертом Жанеттом, вышедших на связь по радио под позывным «Ghost 4-6». Группа Клюге смогла вынести лишь 13 раненых — с теми, кого пришлось оставить, остался санитар Дэниел Торрес. На подходе к периметру, обороняемому ротой Форреста, группа Клюге была обстреляна своими, три человека получили ранения.
Ночью две небольшие сводные группы из состава штабной роты во главе с лейтенантами Джоном Ховардом и Бадом Алленом смогли самостоятельно покинуть поле боя и к утру добраться до зоны высадки Columbus. По дороге группы наблюдали движение противника в сторону зоны Columbus, о чём сообщили начальнику разведки бригады.
На рассвете в зону высадки прибыл командир 3-й бригады Томас Браун. Во время краткого осмотра поля боя он не смог нигде найти подполковника Макдэйда и был неприятно удивлён отсутствием единого командования.
На рассвете головные подразделения 2-го батальона, занимавшие посадочную зону Albany, устроили «бешеную минуту», но ответного огня вьетнамцев не последовало, однако под огонь попали рассеянные группы американцев. Затем группы из состава роты капитана Дидурика начали разыскивать убитых и раненых и перемещать их внутрь оборонительного периметра. Позже прибыли два вертолёта Chinook, которые начали вывозить убитых.
Утром в зоне Albany побывал фотограф агентства Associated Press Ричард Меррон. Его фотографии впервые позволили прессе и командованию дивизии оценить масштабы понесённых потерь.
Тогда же на рассвете роты капитанов Талли и Форреста получили пополнение боеприпасов, отправили вертолётами раненых и начали движение к посадочной зоне Albany. В 9:00 роты прибыли в зону Albany, после чего до 14:00 прочёсывали окрестности в поисках убитых и раненых американцев. Затем обе роты 5-го кавалерийского полка получили приказ пешим порядком следовать в зону Columbus, куда они и прибыли в 17:00.
В 17:35 наблюдатели в зоне Columbus заметили подразделения батальона 33-го полка Народной армии Северного Вьетнама, выдвигавшиеся для атаки. Первоначально атака была назначена на 14:00, однако командир вьетнамского батальона не смог вовремя собрать личный состав на рубеже атаки. К 17:35 все подразделения 1-го батальона 5-го кавалерийского полка уже вернулись в зону высадки, и подполковник Акерсон успел организовать оборону. К 21:00 атака была отбита при поддержке артиллерии и вертолётов огневой поддержки.
К этому времени уже было принято решение сменить батальоны 3-й бригады батальонами 2-й бригады (командир полковник Рэй Линч) и подразделениями южно-вьетнамских воздушно-десантных войск, базой которых должен был стать лагерь в Дукко.

### Последующие дни
19 ноября, закончив прочёсывание местности, американские подразделения пешим порядком проследовали в зону высадки Crooks, расположенную в 10 километрах от зоны Albany. За прошедшие два дня американцы потеряли 151 человека убитыми, 4 пропавшими без вести и 121 ранеными. Вьетнамцы потеряли 403 человека убитыми и 150 ранеными.
19 ноября артиллерия из зоны Columbus была перемещена в зону Golf — в двенадцати километрах на северо-запад. При этом на прежних позициях осталось около тысячи 105-мм снарядов, которые были захвачены вьетнамцами.
19 ноября в посадочную зону Columbus вышел специалист 4-го класса Джеймс Янг из роты A 1-го батальона 5-го кавалерийского полка.
24 ноября экипаж вертолёта-разведчика H-13 заметил в окрестностях посадочной зоны Albany рядового 1-го класса Тоби Брэйвбоя из роты A 2-го батальона 7-го кавалерийского полка. Брэйвбоя подобрал вертолёт огневой поддержки из 1-го эскадрона 9-го кавалерийского полка.
На следующий год летом окрестности зоны Albany вновь были прочёсаны, и останки 4-х американцев, считавшихся пропавшими без вести, найдены.

## Итог
Битва при Йа-Дранг была первым крупным столкновением между регулярными подразделениями США и Северного Вьетнама. На тот момент это было самое большое сражение Вьетнамской войны.
Обе стороны сражения считают, что одержали победу в нём. При этом северовьетнамскому командованию не удалось осуществить стратегический замысел своего наступления (взятие Плейме, Плейку и выход в прибрежные районы). Потери сторон были очень тяжёлыми.

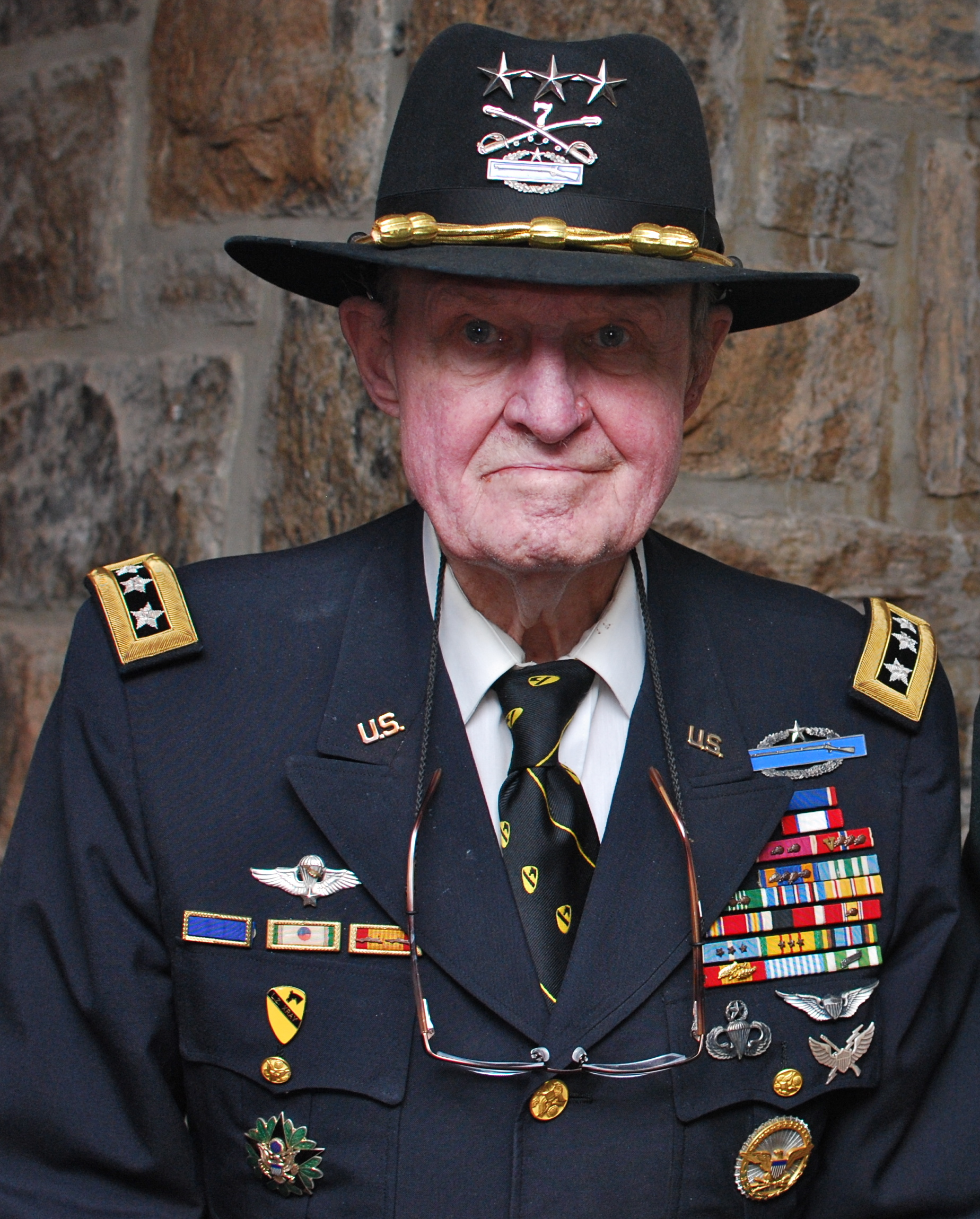
Генерал-лейтенант в отставке Гарольд Мур в 2010 году

## Отражение в искусстве
Хотя битва имела большой резонанс ещё в 1965 году, действительно широкую общественную известность в США и ряде других стран она получила десятилетия спустя.

### В литературе
- Тхыа Хо. «Битва в долине Ядранг» // Родная земля. Сборник рассказов. — М.: Воениздат, (1968).
- «Мы были солдатами… и молодыми» (1992) — книга посвящённая сражению, написанная бывшим командиром 1-го батальона 7-го полка Гарольдом Муром и журналистом Джозефом Гэллоуэем, ставшим свидетелем сражения в посадочной зоне «X-Ray». Примечательно, что Мур в своей книге оценивает общий исход битвы как ничью.

### В кино
- «Мы были солдатами» (2002) — крупнобюджетный художественный фильм на основе книги Мура, в котором, однако, никак не упоминается бой в зоне высадки «Albany». Роль Гарольда Мура исполнил Мел Гибсон. Роль северовьетнамского подполковника Нгуен Хыу Ана исполнил вьетнамский актёр Дон Зыонг, который за это был обвинён у себя дома в «предательстве родины» и вынужден был эмигрировать в США.